# Конвертируемост
Конвертируемост (в българския от немската konvertieren, на латински: convertere – обменям) или обменяемост е свойството на валутите да се разменят една с друга. Това се определя от валутния режим, въведен за съответната валута.
Една национална валута е конвертируема, ако местните жители (резиденти) и чужденците имат право да я обменят с друга валута в неограничени количества. Това право обикновено се гарантира от централната банка на страната. Ако в страната действа златен стандарт (или биметализъм), е възможно валутата да се обмени със злато (или сребро).
Най-голяма свобода за обмен на валути предоставя международният валутен пазар. Търгуваните на него валути се наричат „свободно конвертируеми“.
В много страни и в различни исторически периоди има режими на валутно ограничение – например има различни ограничения за местните жители и чужденците по отношение владеенето и операциите с чужда валута. Неконвертируемите валути могат да се използват само в страната, която ги е издала. Например по време на Студената война източногерманската марка (DDM) е неконвертируема, за разлика от марката на ФРГ (DEM).
Конвертируемостта облекчава международната търговия, но усложнява финансовото управление вътре в страната. Притокът на чуждестранна валута е еквивалентен на вътрешна парична емисия, което може да доведе до неконтролируема инфлация. От друга страна, конвертируемостта на валутата може да направи възможно да се „изнесе“ инфлация в другите страни, например във вид на кредити с нисък процент лихва.